# Krummerne
 "Krumme" omdirigeres hertil. For anden betydning, se Krumme (flertydig).
Krummerne er en dansk film- og tv-franchise, der er baseret på Thøger Birkelands populære børnebogsserie om drengen Mads 'Krumme' Krumborg og hans familie. Franchisen består af seks film og én julekalender med den første film Krummerne som havde biografpremiere den 4. oktober 1991. Trods blandede anmeldelser blev filmen en både stor og kommerciel succes med over 850.000 solgte biografbilletter. Filmen blev herefter efterfulgt af tre film; Krummerne 2 - Stakkels Krumme (1992), Krummerne 3 - Fars gode idé (1994) og en julekalender; Krummernes Jul (1996), alle med et cast bestående af bl.a. Laus Høybye (Krumme i filmene), Per Damgaard Hansen (Krumme i julekalenderen), Karen-Lise Mynster, Dick Kaysø, Line Kruse, Lukas Forchhammer og Elin Reimer.
I 2006 blev franchisen genoplivet med en nyt cast i filmen Krummerne - Så er det jul igen (2006), hvilket gentog sig igen i 2014 med Krummerne - alt på spil og i 2022 med Krummerne - Det er svært at være 11 år.

## Produktion

### Optagelsen af filmen
De tre første film blev optaget i Kgs. Lyngby, Charlottenlund og Frederikssund. Lejligheden og gården, hvor mange af scenerne er optaget, ligger på Christian X's Allé 30-40 i Kgs. Lyngby. Huset som familie køber senere i filmen ligger på Høstvej 2 i Charlottenlund. .
Lidt af filmen blev også optaget andre steder, som f.eks. Virum, Kagerup og Klampenborg i Nordsjælland.

## Medvirkende
| Rolle                                | Film                      | Film                                 | Film                               | Julekalender          | Film                                  | Film                           | Film                                          |
| Rolle                                | Krummerne (1991)          | Krummerne 2 - Stakkels Krumme (1992) | Krummerne 3 - Fars gode idé (1994) | Krummernes Jul (1996) | Krummerne - Så er det jul igen (2006) | Krummerne - alt på spil (2014) | Krummerne - Det er svært at være 11 år (2021) |
| ------------------------------------ | ------------------------- | ------------------------------------ | ---------------------------------- | --------------------- | ------------------------------------- | ------------------------------ | --------------------------------------------- |
| Mads "Krumme" Krumborg               | Laus Høybye               | Laus Høybye                          | Benjamin Rothenborg Vibe           | Per Damgaard Hansen   | Jamie Morton                          | Victor Stoltenberg Nielsen     | Noah Storm Otto                               |
| Krummes mor                          | Karen-Lise Mynster        | Karen-Lise Mynster                   | Karen-Lise Mynster                 | Karen-Lise Mynster    | Vibeke Hastrup                        | Lisbeth Wulff                  | Iben Dorner                                   |
| Jens Krumborg (Krummes far)          | Dick Kaysø                | Dick Kaysø                           | Dick Kaysø                         | Dick Kaysø            | Dick Kaysø                            | Henning Valin Jakobsen         | Esben Dalgaard Andersen                       |
| Stine Krumborg (Krummes storesøster) | Line Kruse                | Line Kruse                           | Line Kruse                         | Line Kruse            | Neel Rønholt                          | Martine Ølbye Hjejle           | Maya Gonzalez                                 |
| Grunk (Krummes lillebror)            | Lukas Forchhammer         | Lukas Forchhammer                    | Lukas Forchhammer                  | Lukas Forchhammer     | Julius Bundgaard                      | Luca Reichardt Ben Coker       | Herman Hakesberg                              |
| Boris                                | Peter Schrøder            | Peter Schrøder                       | Peter Schrøder                     |                       | Peter Schrøder                        |                                |                                               |
| Ivan                                 | Jarl Friis-Mikkelsen      | Jarl Friis-Mikkelsen                 | Jarl Friis-Mikkelsen               |                       | Jarl Friis-Mikkelsen                  |                                |                                               |
| Vicevært Svendsen                    | Buster Larsen             | Buster Larsen                        | Paul Hagen                         | Paul Hagen            | Claus Ryskjær                         | Tommy Kenter                   | Jacob Haugaard                                |
| Fru Ingeborg Olsen                   | Elin Reimer               | Elin Reimer                          | Elin Reimer                        | Elin Reimer           | Grethe Sønck                          | Kirsten Norholt                | Susanne Heinrich                              |
| Yrsa Jensen                          | Barbara Topsøe-Rothenborg | Barbara Topsøe-Rothenborg            | Liv Forsberg                       | Amalie Dollerup       | Sonja Furu Friby                      | Annabella Høeg Sørensen        | Asta Rimann Matthiasen                        |
| Fru Jensen (Yrsas mor)               | Sonja Oppenhagen          | Sonja Oppenhagen                     |                                    | Sonja Oppenhagen      |                                       | Mia Lyhne                      |                                               |
| Skolelæreren hr. Jansen              | Preben Kristensen         | Claus Bue                            | Claus Bue                          | Claus Bue             | Claus Bue                             | Frederik Meldal Nørgaard       | Jesper Ole Feit Andersen                      |
| Tom                                  | Christian Potalivo        | Christian Potalivo                   | Robert Hansen                      |                       |                                       | Rasmus Baltzersen              | Marco Almind                                  |

Øvrige medvirkende
- Martin Christiansen / Tomas Villum Jensen / Adam Simonsen – Per
- Mikkel Trier Rygård / Anders Schoubye / David Svensson / Anton Petrov Vammen / Julius Stage Melchiorsen / Christian Heldbo Wienberg – Hans
- Ove Sprogøe – Anders
- Waage Sandø – Julemanden
- Birthe Neumann – Julemor
- Sofie Lassen-Kahlke / Anna Clara Sachs Leschly – Stella
- Stephanie Leon / Clara Maria Bahamondes – Nova
- Holger Juul Hansen / Preben Kristensen – Skoleinspektør
- Søren Spanning – Bent
- Ole Stephensen – Amigo
- Torben Zeller – Postbud